# Arctia erinacea
Arctia erinacea är en fjärilsart som beskrevs av Anders Jahan Retzius 1783. Arctia erinacea ingår i släktet Arctia och familjen björnspinnare. Inga underarter finns listade i Catalogue of Life.